# 科索沃—塞爾維亞關係
科索沃與塞爾維亞之間關係長期以來處於緊張狀況，原因在於科索沃宣布在2008年从塞尔维亚獨立后，塞尔维亚強烈反對此举。最初不存在任何实体之间的关系，但随后的几年中已经有一些科索沃和塞尔维亚政府之间的双边对话。

## 背景
2008年2月17日，科索沃在塞爾維亞不願意承認的情況下單方面宣布獨立，並且隨即獲得許多國家的承認。塞爾維亞隨即召回有所與科索沃建交之國家大使，甚至在2008年7月撤離所有駐歐洲大使，並且以叛國罪起訴科索沃領導人。2008年8月15日，塞爾維亞外交部部長武克·耶雷米奇向聯合國提出召開國際法院，要求對於科索沃獨立一事提供諮詢意見。

## 討論
自從科索沃宣布獨立後塞爾維亞便拒絕直接與科索沃就塞爾維亞自治區（Serbian Autonomous province）進行討論，雙方頂多透過聯合國科索沃臨時行政當局特派團與歐洲聯盟科索沃法治特派團進行意見交流。然而自從2011年開始雙方之間的關係逐漸正常化，其中歐洲聯盟特派團成功說服塞爾維亞與科索沃討論關於爭議較少的領土問題。2012年10月19日，在歐洲聯盟的主導下塞爾維亞總理伊維察·達契奇和科索沃總理哈辛·塔奇開始在布魯塞爾討論彼此之間的關係如何加以正常化，對此歐洲聯盟則將雙方進行互動交流視為塞爾維亞加入歐洲聯盟的必要條件之一。其中雙方政府代表慢慢將討論範圍擴展至不同領域，如遷徙自由、大學文憑、區域代表性、雙方貿易和海關協定優惠等事項。之後在2012年12月10日時，雙方同意以在布魯塞爾所決定的邊界作為彼此的國界範圍。
不過在2012年3月27日時，維蒂納當地數名科索沃塞族人為了替之後選舉提供宣傳，在試圖越過里帕尼（Ripanj）附近的爭議邊界時遭到科索沃邊境人員逮捕，之後被控「煽動族群間的仇恨和偏狹」。而隔天科索沃工會領導人哈桑·阿巴茲（Hasan Abazi）在連絡科索沃與塞爾維亞的格尼拉內一處路口遭到塞爾維亞警方逮捕，之後被控告於境內販售毒品與引進諜報人員等罪名並且被單獨監禁起來。塞爾維亞內政部部長伊維察·達契奇便表示：「塞爾維亞警察不希望採取這種方式，但局勢很顯然在不加以報復便不能繼續下去……如果有人想在這次交鋒中遭到逮捕，我們會給出答案。」3月30日時塞爾維亞弗拉涅高等法院下令依照1999年時阿巴茲可能涉嫌提供北大西洋公約組織訊息，因次以間諜罪判處拘留30天。然而阿巴齊被捕之後隨起引起許多抗議活動，同時也獲得人權觀察與國際特赦組織的關注。

## 協議
2013年2月6日，時任塞爾維亞總統托米斯拉夫·尼科利奇和科索沃總統阿蒂費特·亞希雅加雙方前往布魯塞爾會面，這也是2008年科索沃宣布獨立後首次雙方總統直接進行會談。而在這次會談中雙方除了同意彼此與歐洲聯盟皆保持一定互動關係外，也同意派遣聯絡官前往對方首都以方便之後進行交流，但是塞爾維亞方面拒絕如科索沃般以「大使」進行稱呼。之後塞爾維亞政府高層亦與歐盟外交和安全政策高級代表凱瑟琳·艾希頓在布魯塞爾舉行會議，2013年3月11日時塞爾維亞總統尼科利奇首次公開宣布塞爾維亞和科索沃極有可能簽署協議來改善彼此之間的關係。
2013年4月19日科索沃和塞爾維亞雙方政府正式達成協議，這項協議除了被評為得以讓彼此關係更為正常化外，同時也滿足兩個國家得以申請加入歐洲聯盟的基本條件之一。其中塞爾維亞承認科索沃政府對於科索沃北部塞族地區擁有管轄權外，但是仍然拒絕承認科索沃獨立；而科索沃則允許北科索沃（North Kosovo）地區的塞族擁有自治權，且塞爾維亞得以協助建立其獨立的警察與司法機構。

### 2020年

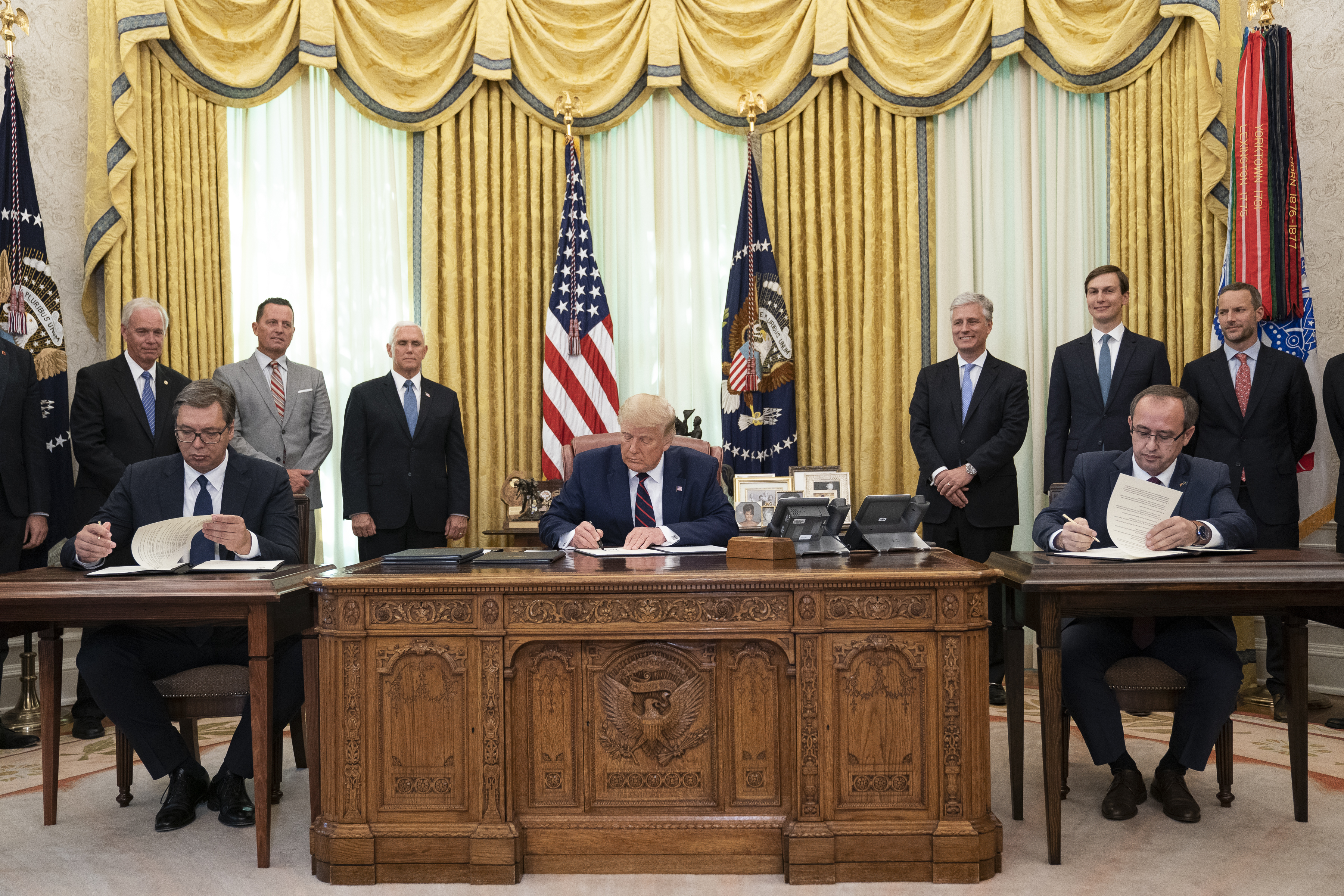
双方在特朗普主持下签署“经济正常化协议”

2020年9月4日，塞尔维亚总统亞歷山大·武契奇与科索沃总理阿夫杜拉·霍蒂在美国總統的主持下，在白宫签署一项“经济正常化”协议。協議還規定，一年以内，科索沃将暂停寻求加入任何国际组织，塞尔维亚也暂停要求其他国家和国际组织不承认科索沃为独立国家。除此之外，协议被媒体披露包括会触及中国和俄罗斯利益的条文：被指针对俄罗斯利益的承认科索沃为独立国家的条文，俄羅斯外交部發言人扎哈羅娃在Facebook上发表评论讽刺武契奇的行为，之后俄罗斯总统普京致电确认意向后，对此表示道歉；而被指针对中国利益的禁止双方其电信网络中使用“不可信的供应商”（被暗指针对华为等）的条文，9月11日武契奇会见中国驻塞尔维亚大使陈波，汇报了该次会晤的情况，大使馆的新闻提到“塞方将同中方在包括电信在内的各领域开展合作”。

### 2022年
2022年8月27日，塞尔维亚和科索沃就两国之间的人民自由移动协议达成一致。

## 事件

### 2017年火車事件
2017年1月，一列用塞爾維亞國旗顏色和用多種語言表示“科索沃是塞爾維亞”字樣的火車被阻止進入科索沃北部邊境。時任塞爾維亞總統托米斯拉夫·尼科利奇表示，如果科索沃塞族人社區受到攻擊，塞爾維亞政府將派軍隊前往科索沃。科索沃政府認為該列火車入境是一種挑釁行為。塞爾維亞和科索沃雙方都沿著科索沃─塞爾維亞邊界動員了他們的軍隊。

### 2018年科索沃逮捕塞爾維亞政客
科索沃特別警察於2018年3月逮捕塞爾維亞政治家MarkoĐurić訪問北米特羅維察。儘管被禁止進入科索沃並遭到科索沃警察警告，但Đurić決定訪問米特羅維察北部。科索沃警察手持機關槍，隨後歐盟駐科法治團進入了當地塞族政客正在開會的場所，並逮捕了Đurić，根據Pacolli的說法，他被禁止進入，因為他“鼓勵仇恨”。在評論這一事件時，塞爾維亞總統亞歷山大·武契奇稱科索沃國家和警察是恐怖主義分子，並且他們要接管科索沃北部塞族社區。

### 2023年衝突
自4月科索沃北部舉行地區選舉，有關選舉被塞族人抵制，致該地區的總體投票率僅為3.5%，阿爾巴尼亞族人擔任市長，引起當地佔大部份的塞族人不滿。5月26日，新當選的四位市長中的三位在科索沃防暴警察的幫助下搬進其辦公室。塞族人試圖阻止新市長接管該處所，警察發射催淚瓦斯驅散他們。其後，塞族人與北約維和部隊發生激烈衝突。塞爾維亞總統亞歷山大·武契奇將軍隊置於戒備狀態，並將部隊調到靠近科索沃邊境。科索沃總統韋約莎·奧斯曼尼指有塞族成為犯罪團伙，襲擊科索沃警察、駐當地部隊官員和記者，指控武契奇破壞科索沃北部穩定。 

## 塞爾維亞市政社區
2016年12月13日第3511次歐洲聯盟理事會會議敦促“科索沃迅速實施其過去所有協議的一部分，特別是建立塞爾維亞多數城市協會的社區，並建設性地參與塞爾維亞制定和實施未來的協議”。2016年12月29日塞爾維亞外交部長IvicaDačić指出維持對話和執行所有協議的重要性，主要是那些適用於建立塞族市政社區的協議。2016年12月30日，科索沃總統哈辛·塔奇表示，他希望該共同體的問題將在2017年初得到解決。

## 少數族群
塞爾維亞政府承諾，如果利普連被停職的塞族監獄工作人員離開他們所在的科索沃機構，就會向他們支付金錢，所以他們這樣做了。然而他們從未收過錢，因此在格拉查尼察繼續封鎖協調中心。他們聲稱，貝爾格萊德，特別是科索沃部，沒有向他們支付承諾離開科索沃機構的錢。
科索沃塞族人團體也作出了回應，成立自己的議會，以示不承認科索沃獨立的事實。
2013年9月，作為與科索沃政府達成協議的一部分，塞族政府解散了北米特羅維察、Leposavić、Zvecan和Zubin Potok的塞族少數民族議會。與此同時，科索沃總統哈辛·塔奇簽署了一項法律，對科索沃境內塞族人過去對科索沃執法當局的抵抗行為給予大赦。
科索沃政府非常重視塞爾維亞的阿爾巴尼亞人權利。塞爾維亞的阿爾巴尼亞少數民族根據塞爾維亞人在科索沃的權利表示支持更多的權利。2013年，以沙·穆斯塔法，當時是科索沃反對派領導人之一，提到“布魯塞爾協定”時說：“一旦執行協議的計劃完成，科索沃和塞爾維亞必須就阿爾巴尼亞人的權利問題展開討論。住在普雷舍沃和塞爾維亞國內的阿爾巴尼亞人享受加入科索沃”。